# One Fine Day Films
One Fine Day Films ist eine Filmproduktionsfirma mit Sitz in Berlin. Gegründet wurde sie aus dem Verein One Fine Day e. V. heraus, um jungen afrikanischen Filmemachern eine Möglichkeit zu bieten, ihre Geschichten auf die Leinwand zu bringen und dem afrikanischen Film eine internationale Bühne zu geben.

## Geschichte

### Gründung
One Fine Day Films wurde 2008 von Tom Tykwer und Marie Steinmann-Tykwer in Berlin gegründet. Ausschlaggebend für die Gründung war die Idee, jungen afrikanischen Filmemachern in Mentoren-Programmen in Nairobi die nötigen Voraussetzungen zu geben, ihre eigenen Geschichten filmisch zu verwirklichen und einem internationalen Publikum auf der großen Leinwand zu zeigen. Bis zum Jahr 2019 hat das Unternehmen sechs Spielfilme produziert, darunter Nairobi Half Life, den bis dato erfolgreichsten Film in Kenia.

### One Fine Day Films Workshop
Die Mentoren-Programme in Form von Workshops finden alljährlich in Nairobi statt. Junge afrikanische Filmschaffende können nach erfolgreicher Bewerbung ihre Ideen einreichen und am Ende als Kinospielfilm verwirklichen. Es werden Ausbildungen in 14 Meisterklassen angeboten. Sie werden von deutschen Experten betreut. Das Gelehrte soll spezifisch an die individuellen Anforderungen der einzelnen Teilnehmer angepasst werden. Am Ende des Workshops wird ein Film gedreht und in Kooperation mit dem kenianischen Filmproduktionsunternehmen Ginger Ink. und der DW Akademie der Deutschen Welle produziert.
Der Workshop wird unterstützt vom deutschen Bundesministerium für wirtschaftliche Zusammenarbeit und Entwicklung (BMZ), dem Goethe-Institut und ARRI Media.

### Liste der Meisterklassen
1. Regie
2. Drehbuch
3. Produktion
4. Kamera
5. Schnitt
6. Ton
7. Produktionsdesign
8. Regieassistenz
9. Kameraassistenz
10. Drehbuch Continuity
11. Filmmusik
12. Location
13. Kostüm & Make-Up
14. Casting & Besetzung

## Produktionen
- Soul Boy (2010, Regie: Hawa Essuman)[4]
- Nairobi Half Life (2012, Regie: David 'Tosh' Gitonga)[5]
- Something Necessary (2013, Regie: Judy Kibinge)[6]
- Veve (2014, Regie: Simon Mukali)[7]
- Kati Kati (2016, Regie: Mbithi Masya)[8]
- Supa Modo (2018, Regie: Likarion Wainaina)